# Quercus greggii
Quercus greggii és una espècie de roure perennifoli que pertany a la família de les fagàcies i està dins de la secció dels roures blancs del gènere Quercus.

## Distribució
Creix a Mèxic als estats de Coahuila i Nuevo León, Sierra Madre i a Guatemala, entre els 2000 als 2900 m d'altitud.

## Descripció
Quercus greggii és un petit arbre que creix fins als 10-12 m, de vegades només creix en forma d'arbust fins als 2 m en les altes elevacions i al nord de la seva àrea de distribució. L'escorça és de color gris fosc, escamosa. Les branques són primes i de color gris, amb petites lenticel·les destacades, el primer any tomentós, convertint glabrescents. Els brots són velluts, vermellosos, que fa entre 4 a 5 mm de llarg. Les fulles fan 4-7 per 3-5 cm, el·líptiques a obovals, gruixudes i coriàcies, l'àpex és obtús, base arrodonida o cordiforme, marge fortament enrotllat per sota, dentades a la meitat apical (1-4 parells de dents curtes), de vegades senceres, brillants, però aspres per sobre, tomentós i marró per sota, venes secundàries prominents per sota. Els pecíols fan entre 0,5 a 1 cm, densament pubescents. Les glans fan 2 cm de llarg, 1 cm de diàmetre, mucronats, entre 1 a 5 junts, sèssils o pedunculades curtes, la cúpula és escamosa, que tanca només 1/4 a 1/2 de la núcula i maduren al cap d'1 any.
Quercus greggii s'hibrida amb Quercus rugosa.